# Севастьянов, Валерий Николаевич
Валерий Николаевич Севастьянов (родился 10 июля 1948 года) — советский и российский композитор, лауреат фестиваля «Песня года» (1990 год).

## Биография
В песенном жанре сотрудничал с такими поэтами, как Алексей Римицан, Александр Кришта, Ольга Клименкова, Николай Денисов, Виктор Гин. Его песни в разные годы входили в репертуар таких артистов, как Эдита Пьеха, Лариса Долина, Михаил Боярский, Николай Караченцов, Альберт Асадуллин, Ирина Понаровская, Сергей Рогожин, Анне Вески, Яак Йоала, Александр Малинин, Людмила Сенчина, Ольга Зарубина и многих других. В 1990 году песня Севастьянова «Продлись, счастье» в исполнении эстонской певицы Анне Вески стала лауреатом ежегодного телевизионного фестиваля «Песня года». Валерий Севастьянов является одним из учредителей Фонда Виктора Резникова, который был создан в 1992 году после смерти композитора.
Живёт и работает в Санкт-Петербурге.

## Фильмография

### Композитор
- 1979 — «А я иду»
- 1980 — «Крутой поворот»
- 1985 — «Один за всех!»
- 1987 — «Вот и ты…» (короткометражный)

## Известные песни
- «Продлись, счастье» (слова Алексея Римицана), исполняет Анне Вески
- «Ты подойди ко мне» (слова Алексея Римицана), исполняет Анне Вески
- «Бумажный самолётик» (слова Алексея Римицана), исполняют Людмила Сенчина; Анне Вески; Яак Йоала
- «Дай мне время» (слова Ольги Клименковой), исполняет Анне Вески
- «Старая лестница» (слова Алексея Римицана), исполняют Яак Йоала; Лариса Долина
- «Всё позабудь» (слова Алексея Римицана), исполняет Людмила Сенчина
- «Сновидения» (слова Алексея Римицана), исполняет Людмила Сенчина
- «Присягаю» (слова Алексея Римицана), исполняет Александр Малинин
- «Взгляд твой — это просто Америка» (слова Александра Кришты), исполняет Александр Малинин
- «Затяжной прыжок» (слова Алексея Римицана), исполняет Лариса Долина (в программе «Достояние республики» песню исполнила Ольга Кормухина)
- «Прощай» (слова Алексея Римицана), исполняет Лариса Долина
- «Мой дорогой» (слова Алексея Римицана), исполняет Лариса Долина
- «Весёлый ковбой» (слова Алексея Римицана), исполняет Михаил Боярский (впоследствии песню исполнил так же Николай Караченцов)
- «Ласточки» (слова Алексея Римицана), исполняет Эдита Пьеха
- «Праздничный торт» (слова Николая Денисова), исполняет Эдита Пьеха
- «Тринадцатого мая в понедельник» (слова Виктора Гина), исполняет Эдита Пьеха[5][6][7]